# فیل کسل
فیل کسل (انگلیسی: Phil Kessel؛ زادهٔ ۲ اکتبر ۱۹۸۷) بازیکن هاکی روی یخ اهل ایالات متحده آمریکا است.
از باشگاه‌هایی که در آن بازی کرده‌است می‌توان به فینیکس کایوتیس اشاره کرد.